# Приморский бульвар (Баку)
Примо́рский бульва́р —   парк вдоль южной стороны залива Каспийского моря. Начинается на площади Свободы, продолжаясь на запад до Старого города и за его пределами. С 2012 года бульвар (Новый бульвар) удвоил длину до 3,75 км, расширив набережные до Площади Государственного флага. В 2015 году бульвар Белый город добавил еще 2 км к востоку от площади Свободы. По отчётам, предположительно, бульвар может быть продлён до 26 км.
В 2009 году отметил 100-летний юбилей. Одна из достопримечательностей Баку.

## История

### Начало строительства

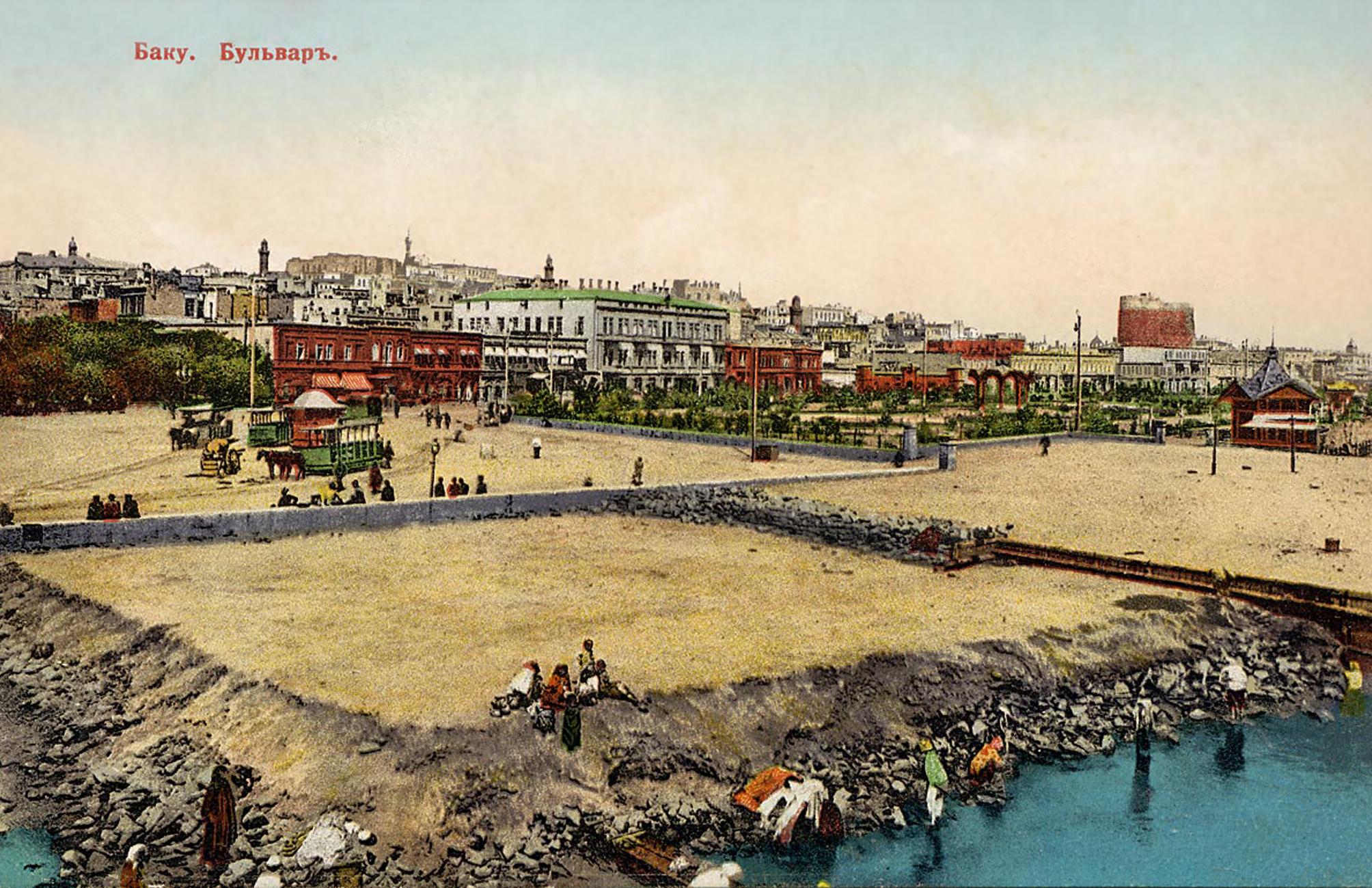
Открытка. Бакинский бульвар в начале 20 века.

Бакинская городская управа неоднократно обсуждала вопрос о создании приморского бульвара с начала XIX века. Однако, лишь в 1909 году были предприняты конкретные шаги, инициатором которых стал азербайджанский инженер Мамед Гасан Гаджинский. Городские власти ассигновали на закладку бульвара 600 000 рублей. Материальную поддержку также оказали бакинские меценаты. Властями города был объявлен конкурс на лучший проект, в котором приняли участие около 30 специалистов, среди которых были видные архитекторы и инженеры-строители. Победителем конкурса стал Г. М. Тер-Микелов. 
Вначале была благоустроена прибрежная территория, расположенная между причалом общества «Кавказ и Меркурий» и домом Сеида Мирбабаева. В настоящее время это территория от Кукольного театра до площади «Азнефть». Были расчищены территории, посажены деревья, кустарники, разбиты цветники. По проекту инженера Н. Баева на бульваре была построена купальня, которая походила на сказочный летний дворец.
В 1915—1918 годах на территории Каменной и Старотаможенной пристаней находился филиал первой в Российской империи Офицерской школы морской авиации, которая в 1917 году преобразована в Бакинскую офицерскую школу морской авиации.

### Послевоенные годы
В послевоенные годы, в 1940-х годах в связи с подъёмом уровня воды в Каспийском море и частичной реконструкцией бульвара, купальня была ликвидирована. К началу 1950-х годов длина Приморского бульвара составляла 2,7 км, от судоремонтного завода им. Парижской коммуны до морского пассажирского вокзала.

### 1970-е и 1980-е годы

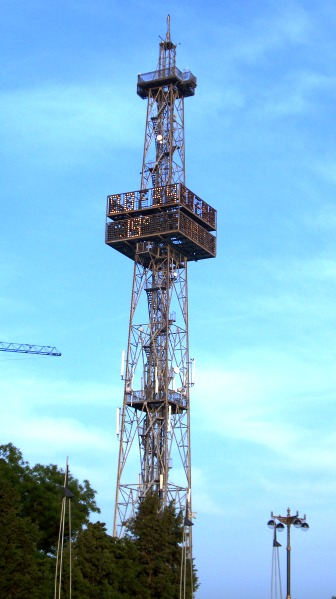
Парашютная вышка (до реставрации).

В 1966 году по проекту архитектора М. Гусейнова, на Приморском бульваре в районе площади «Азадлыг» создана открытая к морю площадка, которая заканчивалась сходами к морю, декорированными партерной зеленью, цветниками и каскадом фонтанов. В 1967 году М. Гусейновым подготовлен проект реконструкции Приморского бульвара. В связи со значительным понижением уровня Каспийского моря, который достиг в 1977 году своей низшей отметки, в результате чего была обнажена широкая полоса бывшего морского дна, были предприняты работы по созданию второй нижней террасы Приморского парка, где были устроены аллеи, газоны и фонтаны.

### 1990-е года
В связи с резким повышением уровня Каспия в 1990-х годах, была затоплена значительная часть Приморского парка, в том числе прогулочная эстакада, катерная пристань и яхт-клуб. В результате проведённых реконструкционных работ нижнюю террасу бульвара подняли на несколько метров.

## Современный период

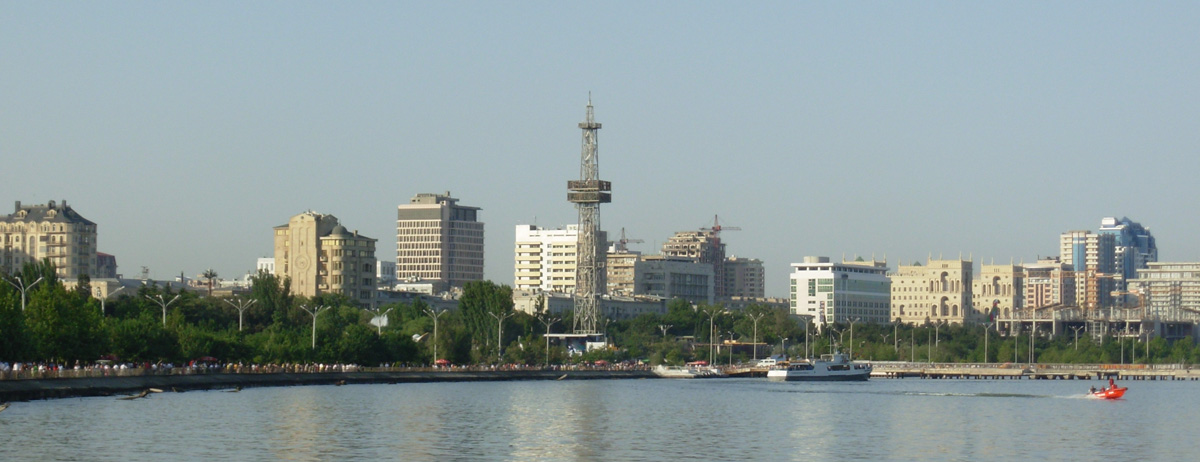
Панорама на Приморский Бульвар в Баку

В 2007 году в Приморском парке, напротив площади «Азнефть» состоялось открытие музыкального фонтана. В 2008 году открыт второй фонтан, сооруженный напротив Дома правительства. Обновлено и отреставрировано 15 аттракционов, кафе «Мирвари», кинотеатр «Бахар», летний детский театр и парашютная вышка. В 2012 году завершилась реконструкция построенного в 1960 году городка «Малая Венеция».

Приморский бульвар вечером

В 2008 году началась генеральная реконструкция Приморского парка, на которую мэрией города Баку было выделено 500 миллионов долларов США.
Территория Приморского парка была увеличена вдвое. Его длина протянулась от морского вокзала до «Boulvard Hotel» и от Дворца ручных игр до Дворца водных видов спорта. Масштабная реконструкция была завершена до 2015 года.
В марте 2014 года в новой бульварной части Приморского национального парка состоялось открытие нового колеса обозрения высотой 60 метров.
На бульваре располагаются торговый центр Park Bulvar Mall и Deniz Mall, вдохновленное «парусами» Сиднейского оперного театра. Рядом со Старым городом находится красивейшая экспозиция состоящая из четырёх красавиц «Площадь четырёх Стихий». В конце бульвара находится Площадь государственного флага с флагом и флагштоком, который входит в число самых высоких в мире. Недалеко от флага находится спортивно-концертный комплекс Crystal Hall, который был специально построен для конкурса песни «Евровидение 2012».
29 декабря 1998 года Приморскому бульвару придан статус национального парка.
10 января 2008 года  создано Управление Приморского бульвара при Кабинете министров Азербайджанской Республики. 
Ежегодно на территории бульвара проводится праздник «Новруз Байрам»
На бульваре находится танкер-музей «Сураханы». 
До октября 2022 года на бульваре  по Каспийскому морю  курсировали экскурсионные прогулочные катера. В связи с понижением уровня Каспийского моря и обмелением побережья эксплуатация катеров прекратилась. 

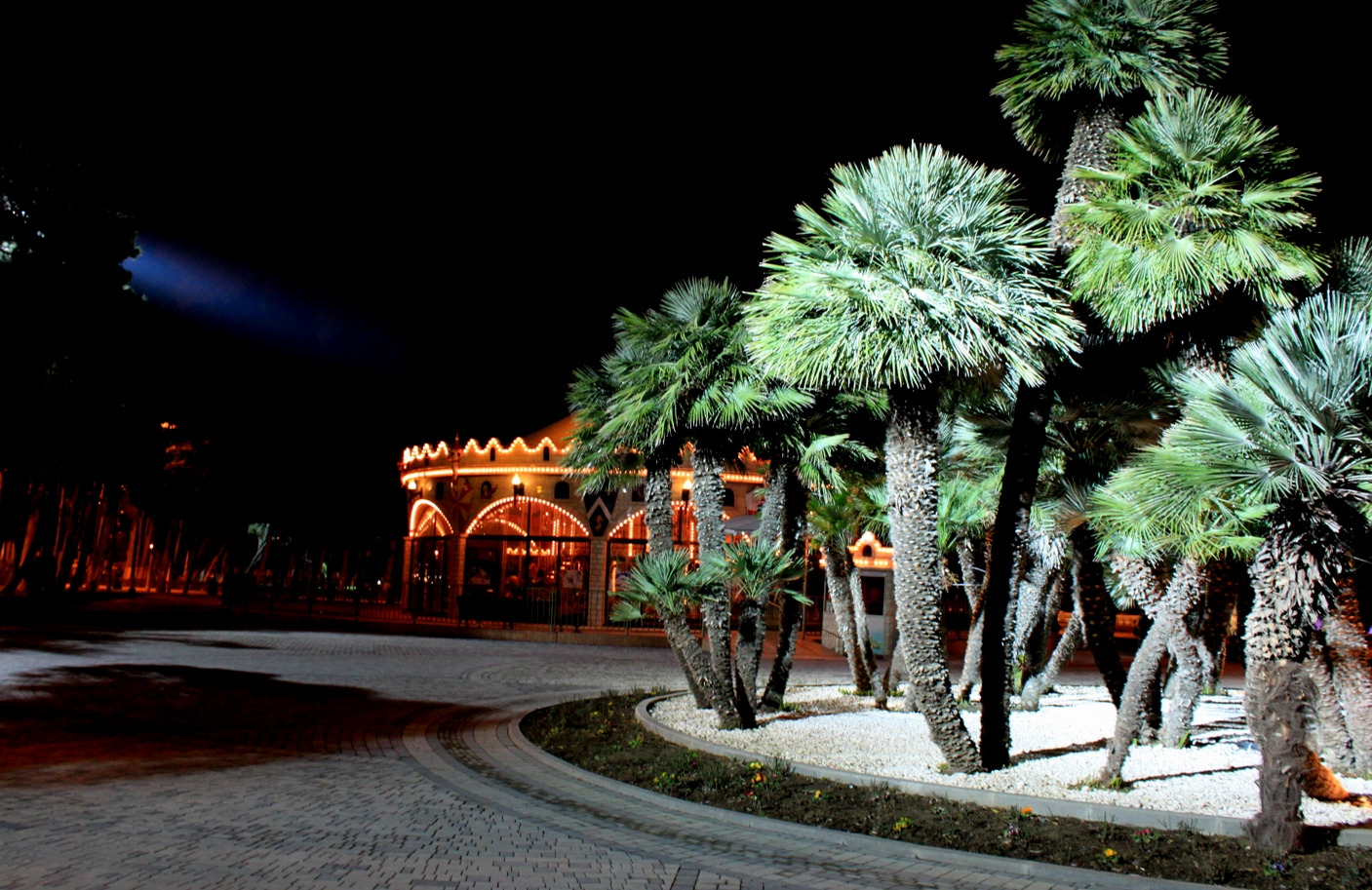
Аттракцион в приморском парке
Вид на море
Яхт-клуб на Приморском бульваре
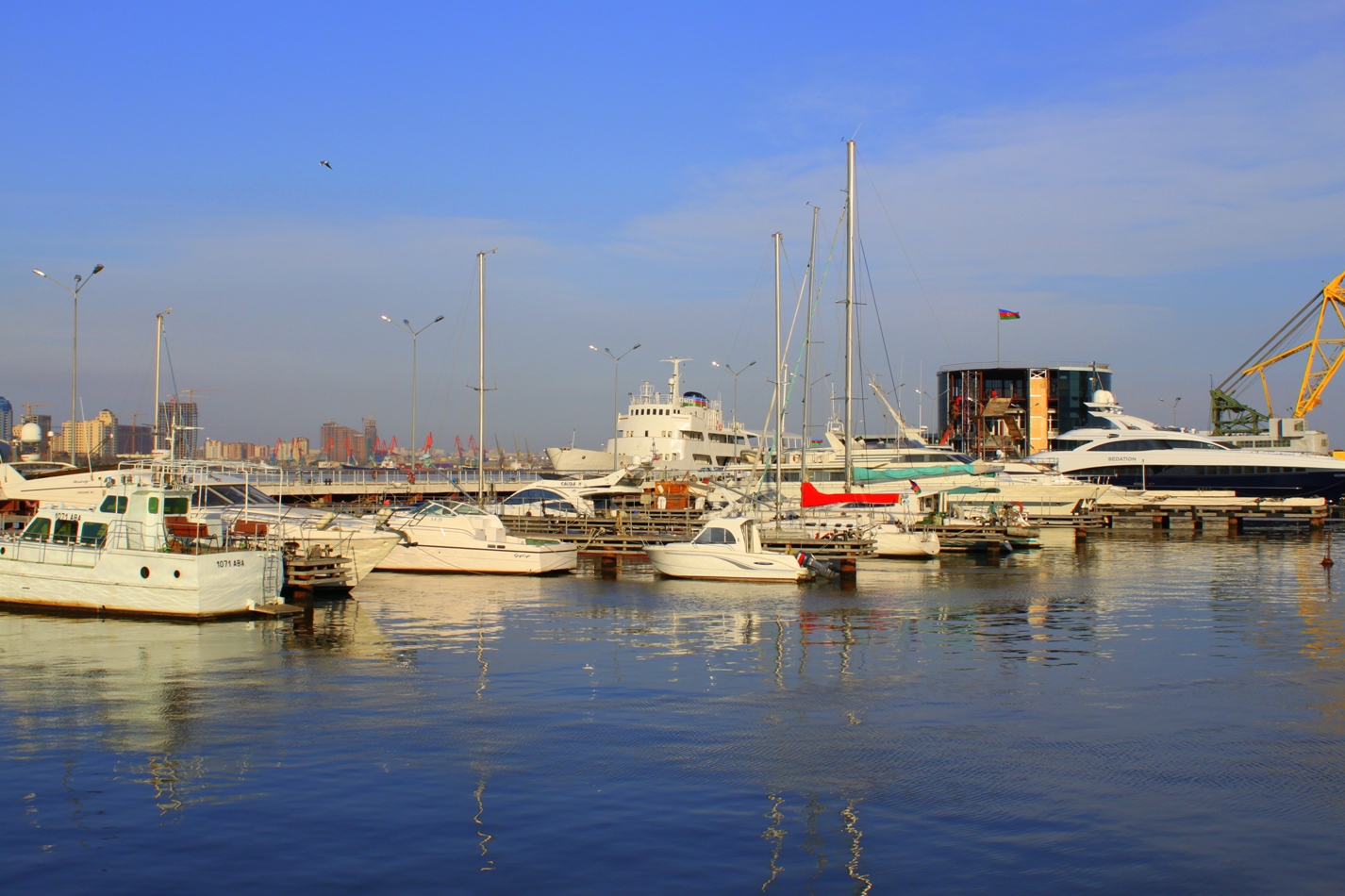
Яхт-клуб в Баку
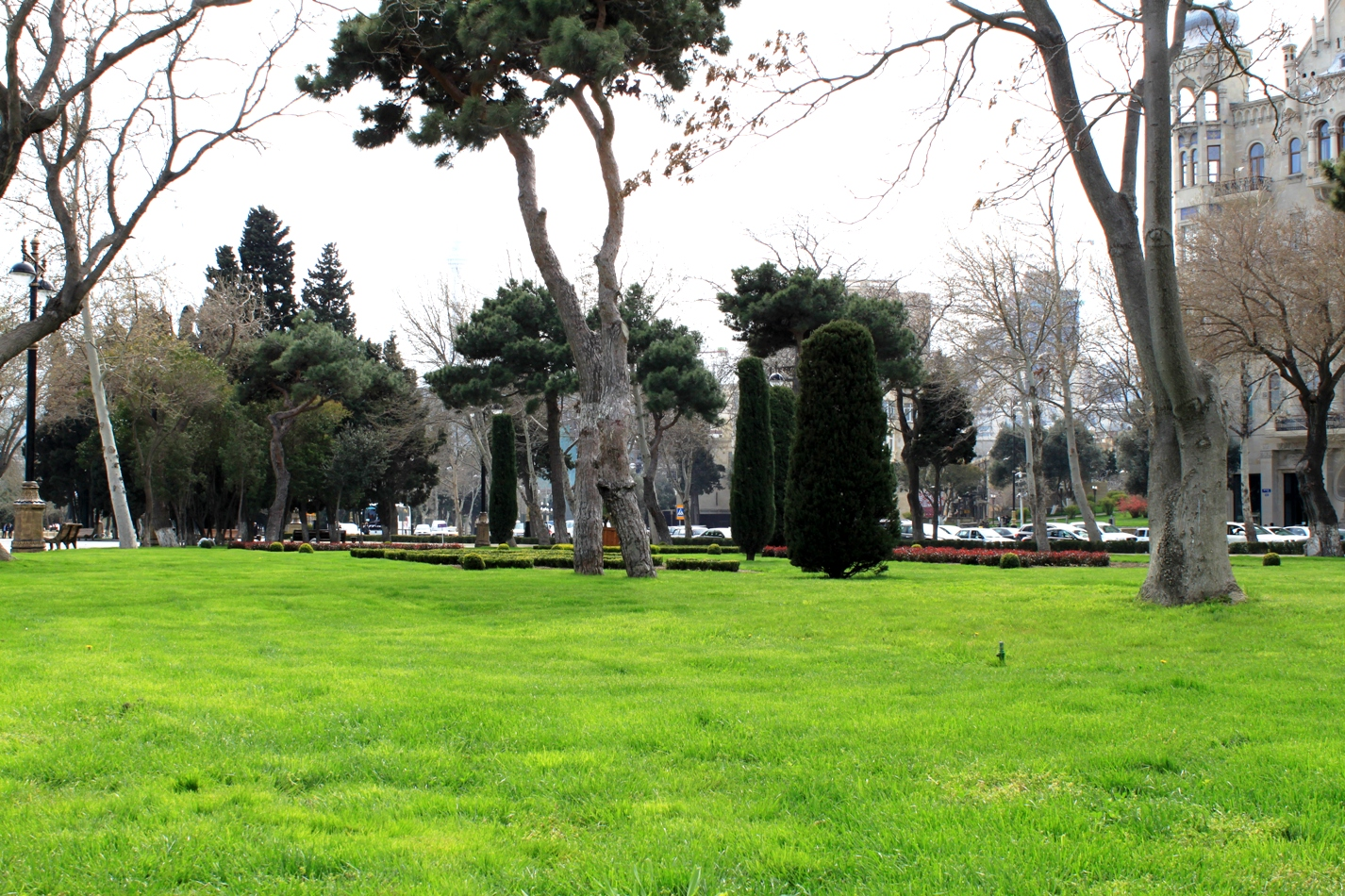
Зелёные насаждения на Бульваре
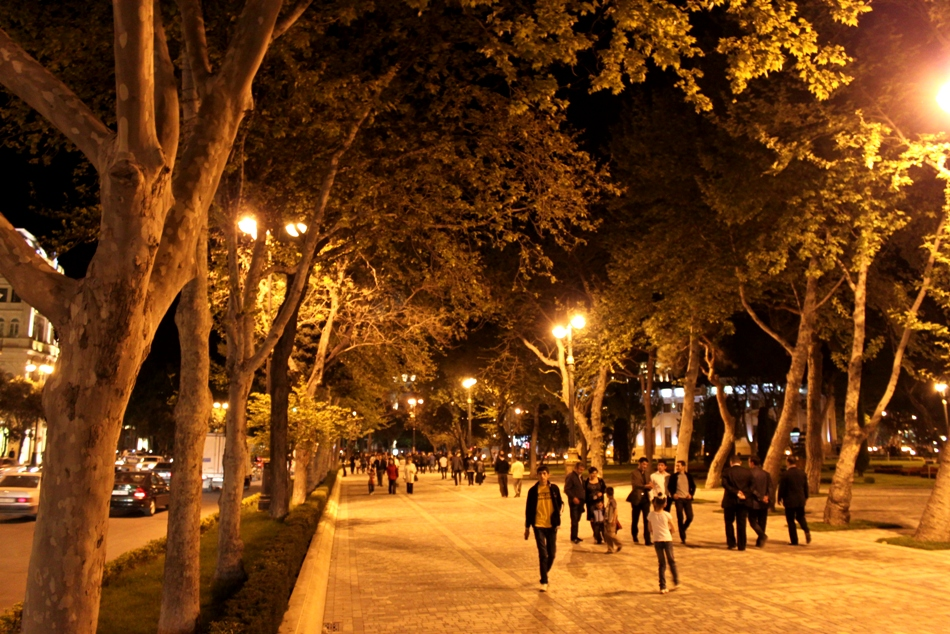
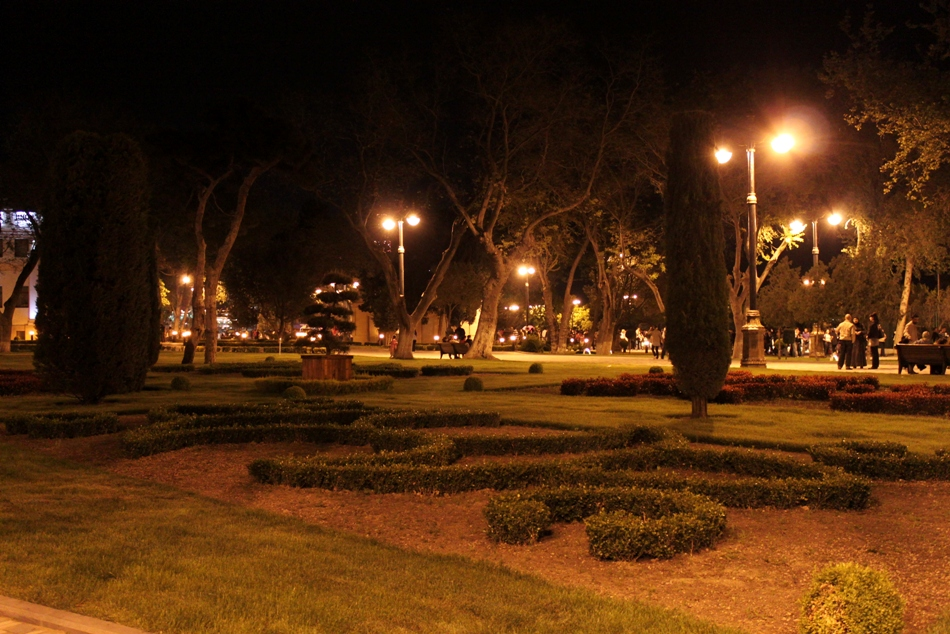
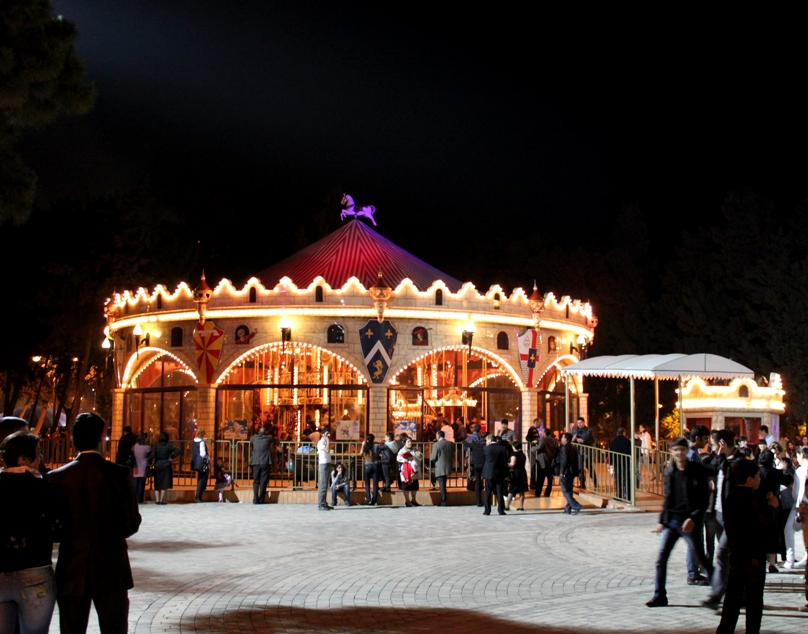
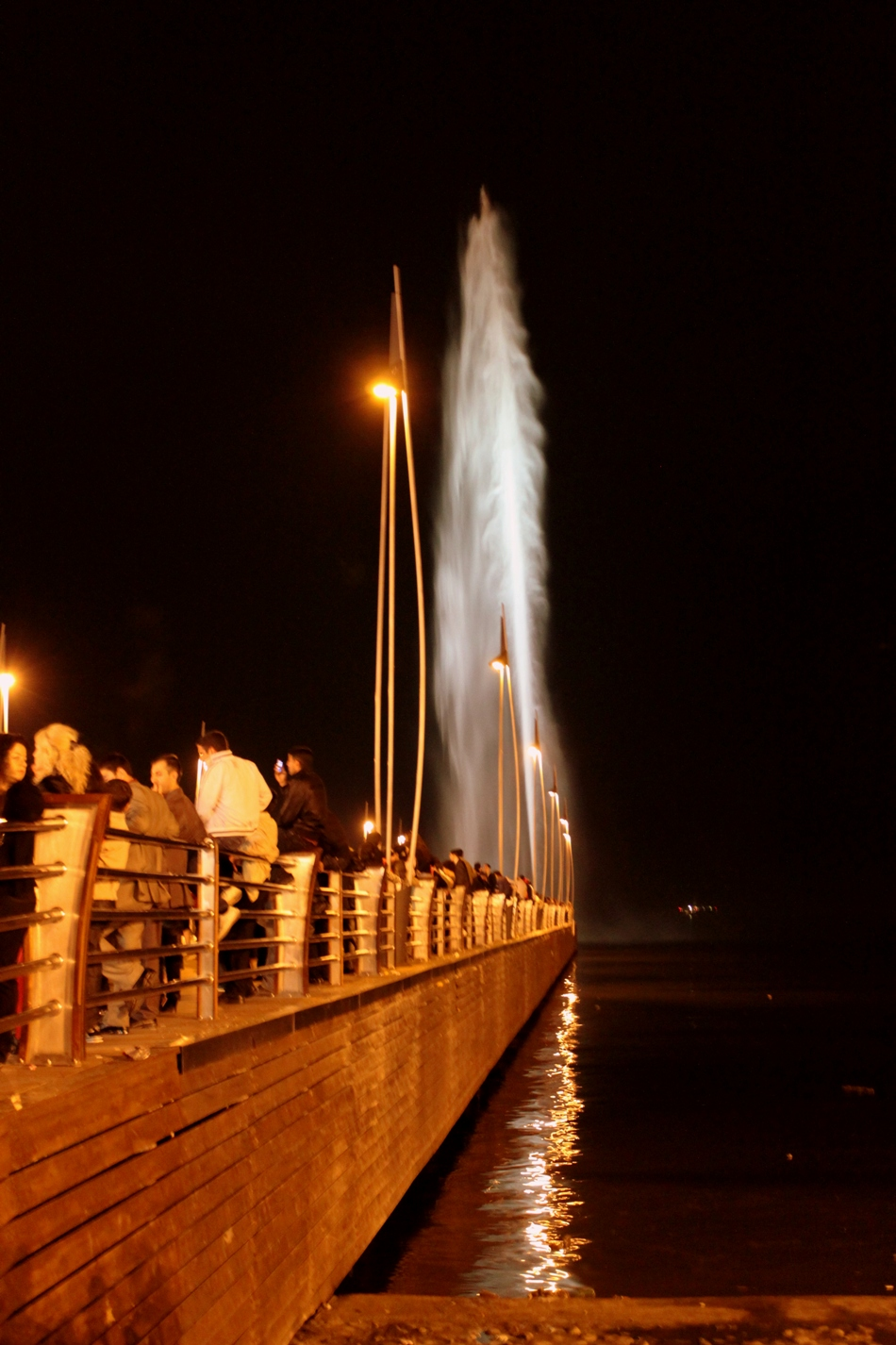
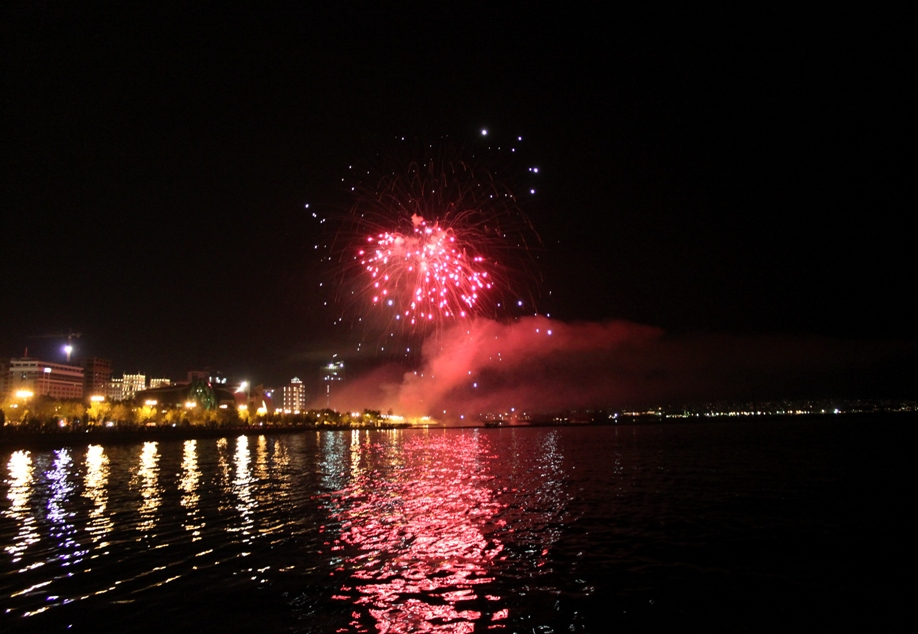
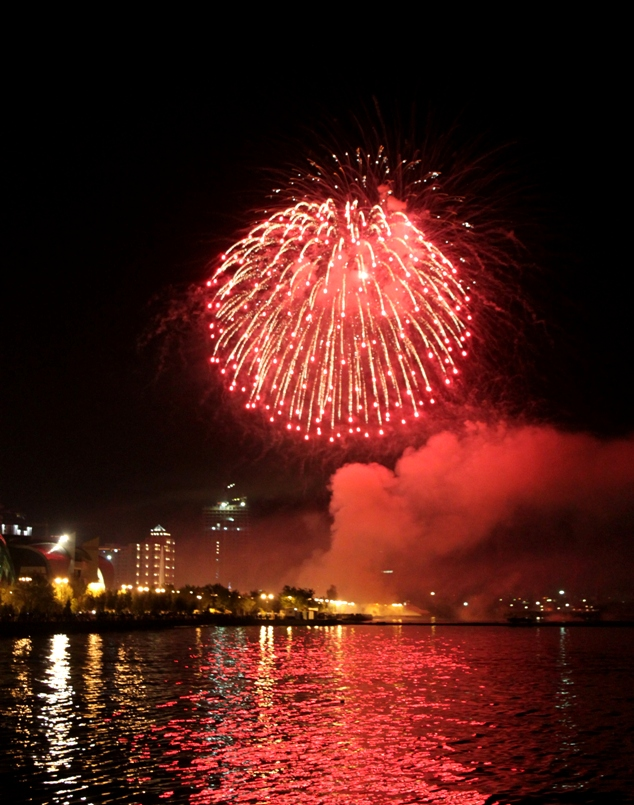
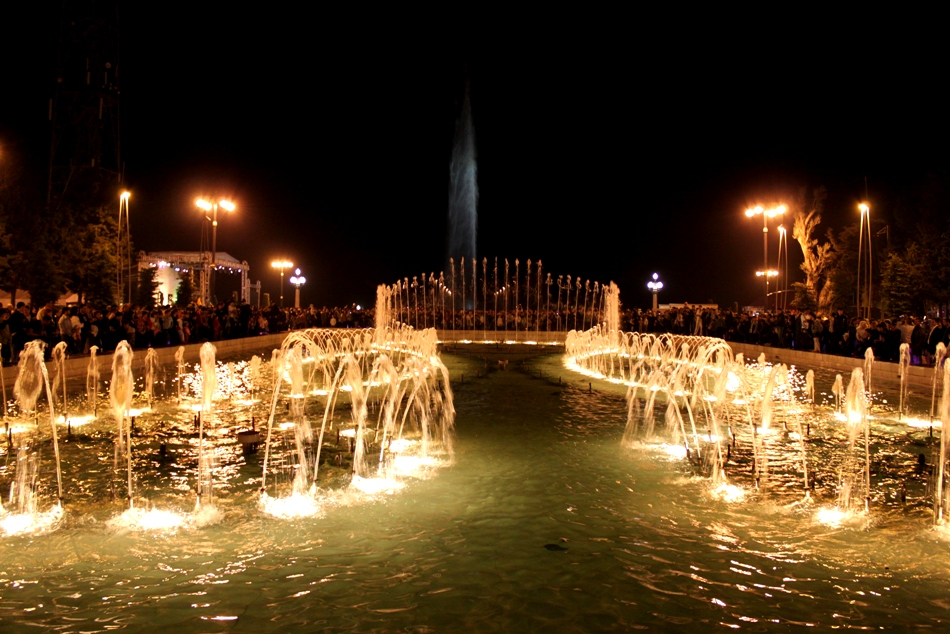
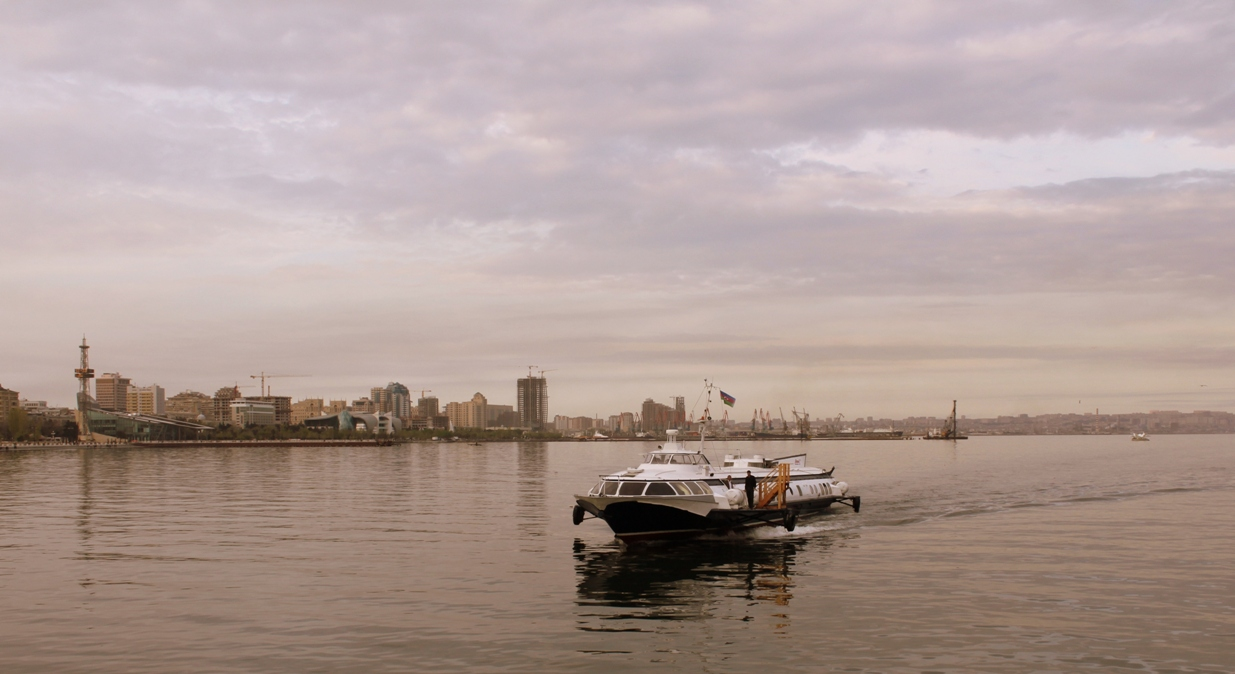
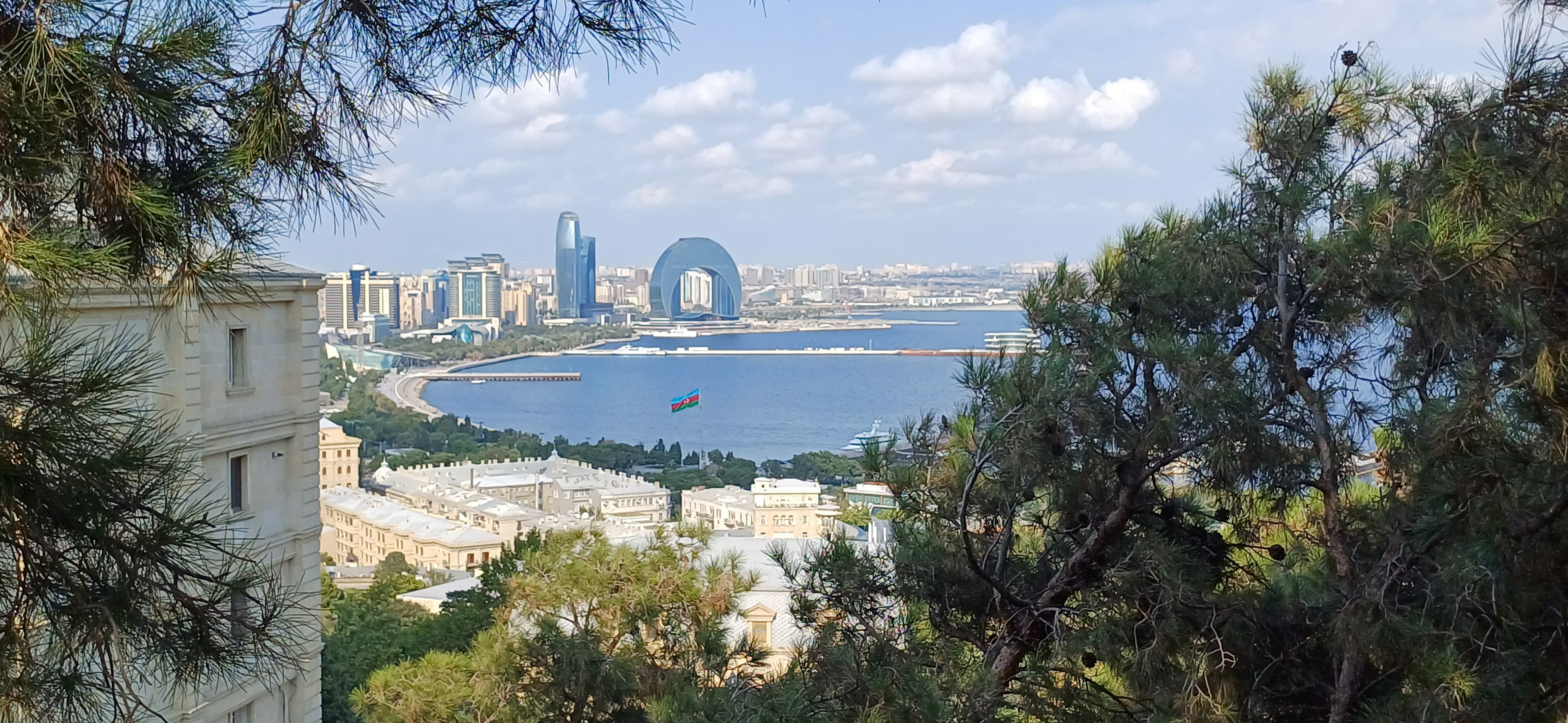
Вид на Приморский бульвар сверху